# Vestbanestasjonen
Vestbanestasjonen, også kaldet Vestbanen eller Oslo V, var en jernbanestation i Oslo, der fungerede som endestation for de vestlige norske jernbaner fra 1872 til 1989. Bygningen eksisterer stadig og huser nu blandt andet Nobels Fredssenter.

## Stationen
Stationen blev åbnet sammen med Drammenbanen 7. oktober 1872 og fungerede i mange år som et modstykke til Østbanestasjonen, der var endestation for de østlige jernbaner. Der var ingen persontog mellem de to stationer, og den eneste forbindelse var ad en havnebane, der på noget af vejen gik gennem nogle af byens mest trafikerede gader. I 1980 åbnedes imidlertid den nye Oslotunnelen, der skabte forbindelse mellem øst og vest og den ligeledes nye Oslo Centralstation, hvorefter det meste af trafikken blev overflyttet til disse. Vestbanestasjonen forblev dog i brug frem til 1989, hvor den resterende trafik blev overflyttet til Oslotunnelen.
Stationsbygningen er opført i pudset teglsten i historicistisk stil efter tegninger af arkitekten Georg Andreas Bull. Facaden mod Rådhusplassen med sine to lave tårne står diagonalt i forhold til bygningens hovedretning. Vinduer og indgangsdøre har buet overdækning. Bygningen er fredet.

## Stationsgrunden
I 2002 vandt det nederlandske arkitektfirma OMA en konkurrencen om udnyttelse af stationsgrunden vest for stationsbygningen. Det var tanken at projektet skulle realiseres omkring 2010, og at det ville give stationsbygningen en række større, nye nabobygninger. Projektet endte imidlertid med at blive skrinlagt.
I maj 2008 blev det besluttet, at den nye bygning til Nasjonalmuseet for kunst, arkitektur og design skal bygges på Vestbanegrunden. I november 2010 vandt det tyske arkitektfirma Kleihues + Schuwerk den internationale arkitektkonkurrence. Byggeriet blev vedtaget af Stortinget 6. juni 2013 med et budget på 5.327 mio. NOK.